# Sant'Ilario d'Enza
Sant'Ilario d'Enza é uma comuna italiana da região da Emília-Romanha, província de Reggio Emilia, com 10.483 habitantes. Estende-se por uma área de 20 km², tendo, portanto, uma densidade populacional de 524 hab/km². Faz divisa com Campegine, Gattatico, Montecchio Emilia, Montechiarugolo (PR), Parma (PR), Reggio Emilia.

## Demografia
| Variação demográfica do município entre 1861 e 2011                               |
|                                                                                   |
| Fonte: Istituto Nazionale di Statistica (ISTAT) - Elaboração gráfica da Wikipedia |

## Cidades-irmãs
- Melissa, Itália
- Zierenberg, Alemanha